# Йохан II (Хабсбург-Лауфенбург)
Йохан II фон Хабсбург-Лауфенбург (на немски: Johann II von Habsburg-Laufenburg; † 17 декември 1380) е граф на Хабсбург-Лауфенбург, ландграф в ландграф в Клетгау (1337 – 1353 с брат си Рудолф IV), фогт на господство Австрия в Тургау, Ааргау и Шварцвалд, Зизгау и Ной-Раперсвил в Швейцария.

## Живот
Той е син на граф Йохан I фон Хабсбург-Лауфенбург, ландграф в Клетгау († 21 септември 1337, убит в битка до Гринау, Швейцария) и съпругата му Агнес фон Верд († сл. 1354), дъщеря на Зигизмунд фон Верд, ландграф в Елзас († 1308), и Алайдис фон Бламон († сл. 1347). Внук е на граф Рудолф III фон Хабсбург-Лауфенбург, господар на Раперсвил († 1314), и първата му съпруга наследничкатна Елизабет фон Раперсвил († 1309).
Братята му са граф Рудолф IV († 1383), женен на 9 февруари 1354 г. за Елизабет фон Ментоне или за Изабела (Верена) Гонзага, дъщеря на Филипино Гонзага († 5 април 1356) и първата му съпруга Анна ди Довара († 1354), и граф Готфрид II фон Хабсбург-Лауфенбург в Алт-Раперсвил, граф в Клетгау († 1375), женен за принцеса Агнес фон Тек.
Йохан II прави опит да отмъсти за смъртта на баща си, но е пленен за две години в кулата на замък Веленберг при Цюрих. Поради липса на средства братята му не успяват да му помогнат. Цюрихчаните унищожават замъците му Алт-Раперсвил и Ной-Раперсвил и ограбват Марх в кантон Швиц. Започва война между крал Албрехт I и Цюрих. През 1352 г. се сключва мир и Йохан II е освободен. В затвора Йохан II пише песента „Blauen Blümelein“ и се счита за минезингер. Гьоте пише към историята му „Lied des gefangenen Grafen“ („песен на затворения граф“).
Заради финансовите им проблеми от битките братята решават на 31 декември 1353 г. да поделят наследството. През 1354 г. Йохан II продава собствеността си на Австрия.
С брат си Рудолф IV той е от ок. 1353/1354 и от 1364 г. кондотиер в Италия до април 1372 г. Там Йохан II е наричан Il Conte Menno (граф без брада). Той е от 1375 г. отново за две години в Италия.

## Фамилия
Йохан II се жени 1352 г. за Верена дьо Ньофшател († 1372), вдовица на граф Рудолф III фон Нойенбург-Нидау († 21 юни 1339), дъщеря на Тибо IV, господар на Ньофшател, Бламон и Клемон († ок. 1336) и Агнес фон Геролдсек. Те имат децата:
- Верена фон Хабсбург-Лауфенбург, омъжена I. на 9 февруари/29 ноември 1354 г. за Филипино Гонзага († 5 април 1356), имперски викарий на Реджо, патриций на Венеция, син на Луиджи I Гонзага, II. сл. 5 април 1356 г. за граф Бурхард IX фон Хоенберг–Наголд, син на граф Ото II фон Хоенберг
- Йохан III фон Хабсбург-Лауфенбург († 11 януари 1392), господар на Ротенберг